# Чкаловский поселковый совет (Харьковская область)
Чкаловский поселковый совет — упразднённая административная единица, до 2020 года входящая в состав Чугуевского района Харьковской области Украины.
Административный центр поселкового совета находился в пгт Чкаловское.

## История
- 1929(?) — дата образования данного сельского Совета депутатов трудящихся в составе Чугуевского района Харьковской области Украинской Советской Советской Социалистической Республики.
- 1977 год — дата преобразования в поселковый совет из сельского Совета депутатов трудящихся в составе Чугуевского района Харьковской области УССР после получения статуса посёлка городского типа (пгт).
- После 17 июля 2020 года в рамках административно-территориальной реформы по новому делению Харьковской области[2][3] Чкаловский поссовет был упразднён; входящие в него населённые пункты и его территории были присоединены к … территориальной общине (укр. громаде) того же Чугуевского района.

## Населённые пункты совета
- пгт Чкаловское
- село Гавриловка
- посёлок Дослидное
- село Николаевка
- село Новая Гнилица

### Ликвидированные населённые пункты
- посёлок Бурлуцкий
- село Неёловка